# Упапураны
Упапура́ны (санскр. उपपुराण, IAST: upapurāṇa «второстепенные пураны») — тексты литературы древней и средневековой Индии на санскрите и пракритах. В большинстве своём являются компиляцией из махапуран, часто с добавлением легенд и мифов, не вошедших в состав последних. Большинство уступает по объёму махапуранам.
Также как и в случае с махапуранами считается, что упапуран 18. Их списки, однако, в большинстве своём не совпадают друг с другом и иногда вводят в состав упапуран некоторые из махапуран. Подобные списки встречаются как в махапуранах и упапуранах, так и в некоторых других текстах.

## Списки упапуран
| По П. С. Хазра | Курма-пурана | Брихад-дхарма-пурана | Деви-бхагавата-пурана |
| --- | --- | --- | --- |
| 1. Брихан-нарадия-пурана 2. Бхаргава-пурана 3. Варуна-пурана 4. Васиштха-пурана 5. Ганеша-пурана 6. Девибхагавата-пурана 7. Дурваса-пурана 8. Калки-пурана 9. Капила-пурана 10. Мудгала-пурана 11. Нанди-пурана 12. Нарасимха-пурана 13. Парашара-пурана 14. Самба-пурана 15. Санат-кумара-пурана 16. Сурья-пурана 17. Хамса-пурана 18. Шива-рахасья-пурана | 1. Адья-пурана (Санаткумара-пурана) 2. Аушанаса-пурана 3. Брахманда-пурана 4. Бхаргава-пурана 5. Вамана-пурана 6. Варуна-пурана 7. Дурваса-пурана 8. Калика-пурана 9. Капила-пурана 10. Марича-пурана 11. Махешвара-пурана 12. Нарадия-пурана 13. Нарасимха-пурана 14. Парашара-пурана 15. Самба-пурана 16. Саура-пурана 17. Сканда-пурана 18. Шива-дхарма-пурана | 1. Ади-пурана 2. Адитья-пурана 3. Брихад-дхарма-пурана 4. Брихан-нандишавара-пурана 5. Бриханнарадия-пурана 6. Бхаргава-пурана 7. Вамана-пурана 8. Варуна-пурана 9. Вишну-дхарма-пурана 10. Вишну-дхармоттара-пурана 11. Дхарма-пурана 12. Калика-пурана 13. Крия-йогасара-пурана 14. Нандишвара-пурана 15. Нарадия-пурана 16. Нарасимха-пурана 17. Самба-пурана 18. Шива-дхарма-пурана | 1. Адитья-пурана 2. Аушанаса-пурана 3. Бхагавата-пурана 4. Варуна-пурана 5. Васиштха-пураны 6. Ваю-пурана 7. Дурваса-пурана 8. Калика-пурана 9. Капила-пурана 10. Манава-пурана 11. Махешвара-пурана 12. Нанди-кешвара-пурана 13. Нарадийя-пурана 14. Нарасимха-пурана 15. Парашарой-пурана 16. Самба-пурана 17. Санат-кумара-пурана 18. Саура-пурана |

## Разделение по школам
В отличие от махапуран большинство упапуран сохранило вместе со многими редкими мифами и легендами и более чёткое деление по школам. Все их можно разделить на шесть групп:
- Вайшнава: Бхакта-вишну-пурана, Брихан-нарадия-пурана, Вишну-дхарма-пурана, Вишну-дхармоттара пурана, Калки-пурана, Крия-йогасара-пурана, Нарасимха-пурана, Харивамша-пурана,.
- Ганапатья: Ганеша-пурана, Мудгала-пурана, Винаяка-пурана.
- Саура: Самба-пурана (84 главы).
- Шакти: Бхагавати-пурана, Деви-бхагавата-пурана, Деви-пурана, Йоги-пурана, Калика-пурана, Маха-бхагавата-пурана, Маха-питха-пурана[2], Сати-пурана, Чанди-пурана (Чандика-пурана)[3].
- Шайва: Бхакта-виласа-пурана, Васиштха-линга-пурана, Вашиштха-лаинга-махешвара-пурана, Ваю-пурана, Викхьяда-пурана, Винаяка-пурана, Махешвара-пурана, Нанди-пурана, Нандикешвара-пурана, Парашара-пурана, Перия-пурана, Саура-пурана, Шива-пурана[4], Шива-дхарма-пурана, Шива-дхармот-тара-пурана, Шива-рахасья-пурана, Экамра-пурана.
- Внеконфессиональные: Басава-пурана[5], Брихад-дхарма-пурана, Бхавишьеттара-пурана, Лакшми-пурана, Ниламата-пурана.

Кроме 18 упапуран, часто называемых маха-упапуранами, существуют ещё упа-упапураны. В большинстве своём это не очень большие тексты, известные в основном в ограниченных регионах или являющиеся вспомогательными писаниями некоторых школ. Их общее число доходит до 200. О них практически ничего не известно — не существует даже точного списка упа-упапуран; исследования затрудняет и тот факт, что владельцы текстов не стремятся допускать исследователей к текстам. В нижеприведённом списке даны лишь упоминавшиеся в работах исследователей:
Асамавйа-пурана, Атма-пурана, Басава-пурана, Бханда-пурана, Бхутанатха-пурана, Вай-сакха-пурана, Нарадия-пурана, Дхарма-пурана, Канта-пурана, Магха-пурана, Манава-пурана, Ману-пурана, Марика-пурана, Махашара-пурана, Медасани-вари-пурана, Перия-пурана (Перейа-пурана), Свайамбху-пурана, Свальпа-матсья-пурана, Стхала-пурана, Тирувилаядала-пурана, Тула-пурана, Ушанас-пурана (Ушанах-пурана), Швамба-пурана.